# Police Story (série de films)
Pour les articles homonymes, voir Police Story (homonymie).
 Pour plus de détails, voir Fiche technique et Distribution
Police Story (警察故事, Ging chaat goo si) est une série de 6 films policiers hongkongais et d'un film dérivé réalisés par Jackie Chan, Stanley Tong, Benny Chan et Ding Sheng, et produits par Raymond Chow, Leonard Ho, Jackie Chan, Barbie Tung, Willie Chan, Solon So et Yang Du.
Le premier film, Police Story, sort le 14 décembre 1985. À la suite du succès rencontré, cinq suites et un dérivé sont produits. Jackie Chan commence à travailler sur ce film après une expérience décevante avec le réalisateur James Glickenhaus sur Le Retour du Chinois qui devait lui permettre de réussir son entrée dans le cinéma américain. Le premier Police Story est considéré par les cinéphiles comme l'un des meilleurs films de Jackie Chan. Il connait à l'époque un grand succès en Asie. Dans son autobiographie, I Am Jackie Chan, celui-ci considère ce film comme son meilleur film d'action.

## Série

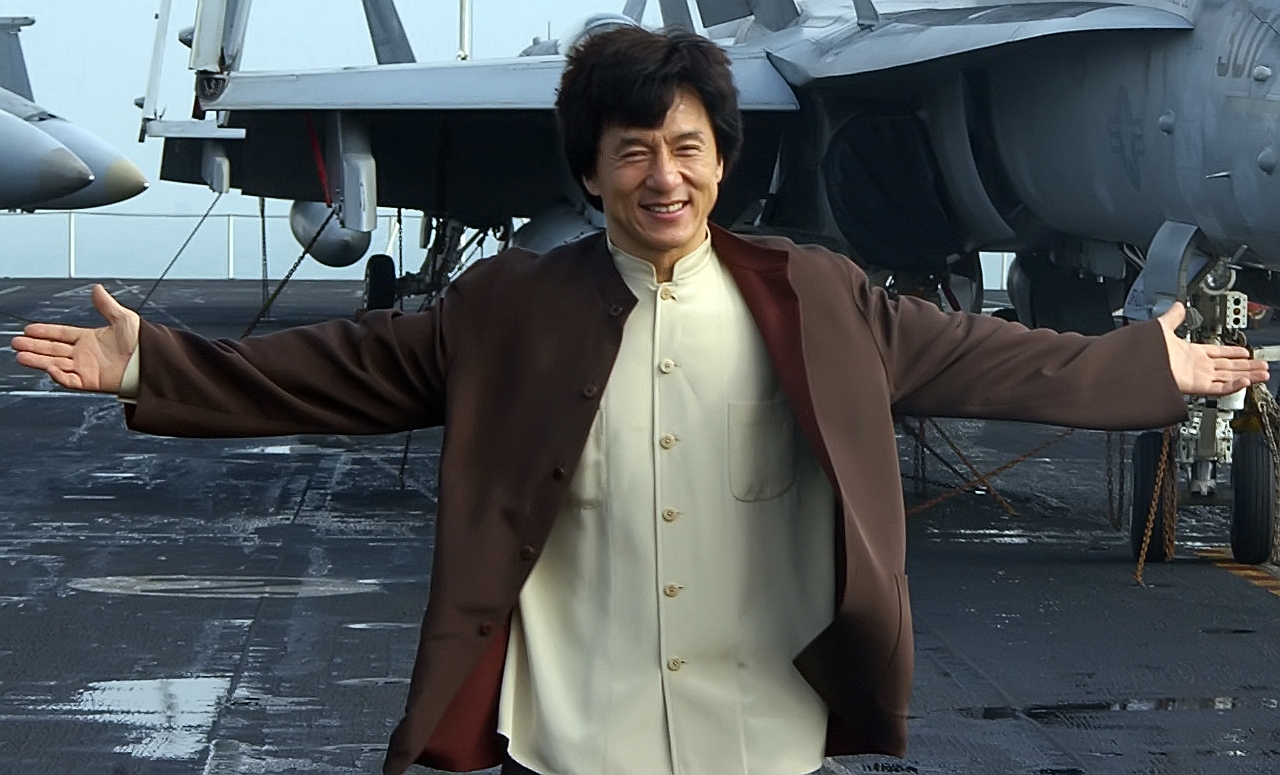
Jackie Chan en 2002.

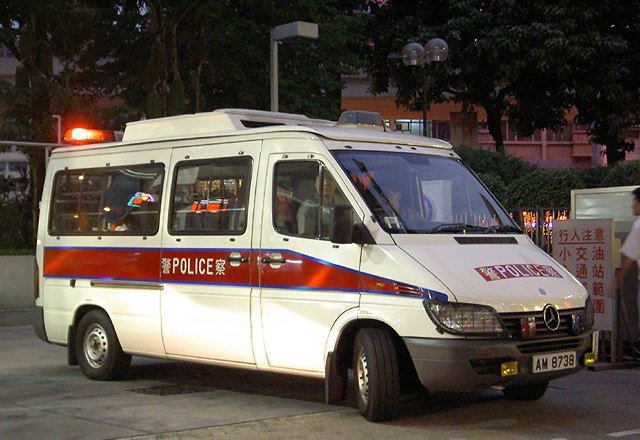
Camionnette typique de la police de Hong Kong.

Tous les films de la série des Police Story ont été produits par Raymond Chow, Leonard Ho, Jackie Chan, Barbie Tung, Willie Chan, Solon So et Yang Du, et distribués par la Golden Harvest, Media Asia, Golden Way Films, et JCE Movies Limited. Ils ont tous été réalisés par Jackie Chan, Stanley Tong, Benny Chan et Ding Sheng.

### Police Story(1985)
Police Story (警察故事), sorti en 1985, raconte l'histoire d'une opération de la police royale de Hong Kong nommée « Chasse au sanglier » et destinée à arrêter le parrain de la mafia Chu Tu (Chu Yuan). L'inspecteur Chan Ka Kui (ou Kevin Chan dans certaines versions) fait partie de l'opération, aux côtés de policiers camouflés, qui a lieu dans un bidonville. Après avoir réussi à arrêter Chu, la prochaine mission de Chan est de protéger la secrétaire de Chu, Selina Fong (Brigitte Lin), qui doit témoigner devant la cour au sujet des activités illicites de Chu. Le procès échoue en raison de la falsification de preuves par Selina. Bien que Chu Tu soit libéré sous caution, il veut se venger de Ka-Kui, l'accusant d'être le meurtrier de l'inspecteur Man. Pendant ce temps, Selina, réalisant la criminalité de Chu, se rend à son bureau dans un centre commercial pour télécharger des données incriminantes depuis le système informatique de Chu Tu. Celui-ci et Chan la remarquent et se dirigent vers le centre commercial. Dans le combat qui s'ensuit, Ka-Kui bat tous les hommes de main de Chu Tu tandis que la police appréhende Chu et la mallette contenant les informations.

### Police Story 2(1988)
Police Story 2 ({警察故事續集), sorti en 1988, met en scène la plupart des mêmes acteurs reprenant leurs rôles. Chan Ka Kui est rétrogradé comme agent de la circulation pour avoir causé de nombreux dégâts lors de son appréhension de Chu. Celui-ci est en plus libéré sous prétexte qu'il est en phase terminale, et Chu et son clan commencent à harceler Chan et sa petite amie May tandis que Chan est réintégré dans l'unité criminelle lorsque des escrocs commencent à extorquer de l'argent à des hommes d'affaires. Le film marque la dernière apparition de Lam Kwok-Hung (en) dans le rôle du chef Raymond Li.

### Police Story 3: Supercop(1992)
Police Story 3 (警察故事3超級警察 ou Supercop) sort en 1992. Michelle Yeoh rejoint la distribution dans le rôle d'un officier de Chine populaire. Les personnages de Chan et Yeoh s'infiltrent pour tenter de démanteler un réseau de trafic de drogue.
L'action se déplace de Chine à Kuala Lumpur en Malaisie, où la petite amie de Chan, May, est kidnappée. Le film marque la dernière apparition de Maggie Cheung dans le rôle de May. Michelle Yeoh reprendra son rôle dans un film dérivé, Supercop 2. Dimension Films distribue Police Story 3 aux États-Unis en 1996 sous le titre de Supercop avec quelques modifications comme le remplacement complet de toute la musique et des effets sonores, et un doublage anglais.

### Supercop 2(1993)
Supercop 2 (級計劃), sorti en 1993, est réalisé par Stanley Tong avec Michelle Yeoh dans le rôle principal. Elle reprend son rôle tenu dans Police Story 3: Supercop, celui de l'inspecteur Jessica Yang. Le film est également connu sous le titre de Projet S en Chine et sous d'autre titres divers tels que Police Story IV (ce qui est inexact), Police Story 3: Partie 2, Supercop (au Royaume-Uni) et Supercop 2 (aux États-Unis).
Jackie Chan et Bill Tung font des caméos dans leurs rôles respectifs de Chan Ka Kui et « Oncle » Bill Wong. Bien que Jackie Chan ne fait que cette toute petite apparition, certains DVD le mettent sur la couverture, faisant croire au public qu'il est l'acteur principal. Il reprend son rôle d'inspecteur Chan, ayant du mal à attraper un criminel portant les mêmes cheveux et les mêmes vêtements.

### Contre-attaque(1996)
Contre-attaque (警察故事4之簡單任務), sorti en 1996, est le seul film de la série à avoir été tourné en partie en anglais. Jackie Chan reprend son rôle de Chan Ka Kui (aussi nommé dans certaines versions Jackie) pour la dernière fois en tant que policier hongkongais. Il doit collaborer avec Interpol pour traquer et arrêter un marchand d'armes. Il réalise plus tard que les choses ne sont pas aussi simples qu'elles ne paraissent et se découvre bientôt être le pion d'une organisation se présentant faussement comme étant le renseignement russe. L'action s'éloigne de Hong Kong et de l'Asie, avec un complot international, donnant au film l'air d'une aventure à la James Bond. La New Line Cinema distribue le film aux États-Unis avec quelques modifications. Tourné en Ukraine et en Australie, le film marque également la dernière apparition de Bill Tung, qui joue le supérieur de Chan, « Oncle » Bill Wong, dans la série.

### Reboot:New Police Story(2004)
New Police Story (新警察故事), sorti en 2004, est un reboot de la série. Chan interprète un policier disgracié nommé Chan Kwok-Wing, qui a accidentellement conduit ses hommes dans un piège dont il est le seul survivant. Noyant sa culpabilité dans l'alcool, il lui est finalement affecté un nouveau partenaire plus jeune qui s'avère avoir ses propres secrets. Ils doivent cependant travailler ensemble s'ils veulent arrêter le gang qui a tué l'équipe de Chan un an auparavant. Le film met en scène de jeunes acteurs hongkongais tels que Nicholas Tse, Charlene Choi, Charlie Yeung et Daniel Wu. L'histoire présente un accent plus dramatique, prenant un ton plus sombre et plus grave.

### Second reboot:Police Story: Lockdown(2013)
Police Story: Lockdown (警察故事2013 ou Police Story 2013), sorti en 2013, est un nouveau redémarrage de la série. Réalisé par Ding Sheng, qui a précédemment dirigé Jackie Chan dans Little Big Soldier, le film ne présente plus Chan comme un policier de Hong Kong mais comme un policier chinois nommé Zhong Wen. Celui-ci se rend au Wu Bar pour revoir sa fille, Miao Miao (Jing Tian). Il désapprouve sa relation avec Wu Jiang (Liu Ye), le propriétaire du bar. Cependant, Wu, qui cherche à obtenir la libération d'un prisonnier, prend en otage Zhong, Miao et plusieurs clients. Le film est distribué aux États-Unis par Well Go USA Entertainment et sort en juin 2015.

## Accueil
| Film                     | Rotten Tomatoes |
| ------------------------ | --------------- |
| Police Story             | 83%             |
| Police Story 2           | 86%             |
| Police Story 3: Supercop | 96%             |
| Supercop 2               | 64%             |
| Contre-attaque           | 52%             |
| New Police Story         | 57%             |
| Police Story: Lockdown   | 13%             |

### Police Story
Le premier film mettant en scène Jackie Chan dans le rôle d'un policier hongkongais est un grand succès en Asie, à Hong Kong, aux États-Unis et dans d'autres pays étrangers. Chan retrouve le succès après sa première tentative infructueuse de pénétrer dans le cinéma d'Hollywood qui avait fini sur un flop commercial. Le film rapporte 26 626 760 $HK à Hong Kong.

### Police Story 2
Le deuxième film de la série est un succès encore plus important, avec des recettes de 34 151 609 $HK à Hong Kong. Mais même si le film est un énorme succès au box-office, il n'est pas aussi apprécié que son prédécesseur aux Hong Kong Film Awards et ne reçoit qu'un seul prix.

### Police Story 3: Supercop
Police Story 3 est le premier de la série à ne pas être réalisé par Jackie Chan, mais par Stanley Tong. C'est aussi la dernière apparition dans la série de Maggie Cheung dans le rôle de la fiancée de Ka-Kui, May. Police Story 3 rapporte 32 609 783 $HK à Hong Kong. Après la percée américaine de Chan dans Jackie Chan dans le Bronx, Police Story 3 sort en Amérique du Nord le 25 juillet 1996 sous le titre de Supercop. Distribué dans 1 406 cinémas, il rapporte 16 270 600 $US. La version distribuée par Dimension Films est bien reçue.
James Berardinelli du site ReelViews écrit :

« Comme d'habitude dans un film de Chan, le générique de fin (qui montrent les cascades râtées) est l'un des points forts de Supercop. Il y a plus de rires dans cette séquence hilarante de trois minutes que dans l'ensemble de Kingpin. Je ne peux pas penser à une meilleure raison de voir le film en entier. En fin de compte, le montage de fin souligne l'une des principales différences entre les films stylisés et rapides de Chan et ceux de ses homologues américains : c'est de l'action avec le sourire, pas avec une grimace . »

Dans le Washington Post, Richard Harrington écrit :

« Chan semble avoir rencontré son âme sœur avec Khan [Michelle Yeoh], la plus grande vedette d'action féminine d'Asie. Comme Chan, Khan fait ses propres combats et cascades. Contrairement au contingent d'action de Hollywood, Chan et Khan ne comptent pas sur la supercherie cinématographique. Ils ne sont pas des effets spéciaux uniquement spectaculaires. Les cinéphiles trouveront la poursuite en hélicoptère et en train de Chan de loin plus risquée, plus excitante et plus crédible que ses homologues dans Mission impossible et Tuer n'est pas jouer. »

### Supercop 2
Supercop 2 sort à Hong Kong le 21 octobre 1993. Dans cette ville, il rapporte 9 337 853 (à la date du 8 novembre 1993). le film sort aux États-Unis trois ans plus tard où il totalise 16 270 600 $US.
Almar Haflidason de BBC Films écrit :

« Bien que n'étant pas original, cela reste un bon film d'action. Des conflits de loyauté, des moments terribles, et la confrontation à des choix terribles sont ici visibles, mais la structure médiocre du scénario et les très faibles tentatives comiques entravent le film, tout comme les partenaires insipides de Yeoh. »

### Contre-attaque
Contre-attaque (Police Story 4 dans certains pays) est un immense succès au box-office de Hong Kong, rapportant 57 518 794 $HK. Il reste le film le plus lucratif de Jackie Chan à Hong Kong.
Le film sort en Amérique du Nord le 10 janvier 1997 dans 1 344 cinémas, rapportant 5 778 933 $US (4 299 $US par écran) lors de son premier week-end pour des recettes totales de 15 318 863 $US.
La version du film diffusée dans les cinémas nord-américains par New Line rencontre un accueil critique mitigé. Elle bénéficie d'un taux d'approbation de 52% sur Rotten Tomatoes.
Mike LaSalle du San Francisco Chronicle fait partie des critiques les plus enthousiastes :

« L'un des plaisirs de la vie aujourd'hui est Jackie Chan. Il y a d'autres plaisirs, bien sûr, et d'autres plaisirs cinématographiques, aussi. Mais peu de choses dans le cinéma d'aujourd'hui sont aussi fiables qu'un film de Jackie Chan. Même si l'affiche est médiocre, Chan ne déçoit jamais. Le voir dans Contre-attaque, sortant aujourd'hui, ne fait aussi doute qu'il s'agit d'un grand artiste populaire. Il nage cette fois avec les requins, grimpe au balcon du dernier étage d'un grand immeuble. Il lui arrive même - notez ceci - de faire une chute vertigineuse d'un hélicoptère dans un lac gelé, juste au moment où l'hélicoptère explose. »

### New Police Story
New Police Story sort à Hong Kong le 23 septembre 2004 et totalise 5 625 746 $HK pendant ses trois premiers jours. Il termine avec 21 millions $HK, devenant le quatrième plus grand succès de l'année.
Le 13 octobre 2006, le film connaît une sortie limitée au Royaume-Uni. Lors de son premier week-end, il totalise 19 332 £ dans 16 salles. Il est 21e au box-office avec 1 208 £ par salles. Le 22 octobre 2006, New Police Story totalise des recettes de 33 404 £ pendant ses deux semaines d'exploitation au Royaume-Uni.

### Police Story: Lockdown
Police Story: Lockdown sort en Chine le 23 décembre 2013 et à Hong Kong le 16 janvier 2014 sur 211 468 écrans. C'est un succès au box-office, dominant le marché chinois dans la dernière semaine de l'année, malgré des critiques mitigées.
Le film totalise 21 millions $ pour son premier week-end, et 45 millions $ pour ses six premiers jours. Police Story: Lockdown rapporte 94 249 025 $ à l'international. Une projection publique est organisée lors du Festival international du film de Pékin en avril 2013.

## Distribution et personnages principaux
Le tableau suivant montre les acteurs ayant joué les personnages de la série.
- Ce tableau montre les personnages et les acteurs qui les ont interprétés tout au long de la série.
- Certains acteurs sont présents dans plusieurs films, mais jouent des personnages différents.
- Une ligne grise indique que le personnage n'était pas dans le film.
- Alors que New Police Story et Police Story: Lockdown font partie de la série des Police Story, ils ne sont pas des suites de la série originale et sont considérés comme des redémarrages indépendants.
- Supercop 2 est un film dérivé de la série des Police Story.

| Police Story (1985)              | Police Story 2 (1988) | Police Story 3: Supercop (1992) | Supercop 2 (1993)  | Contre-attaque (1996) | New Police Story (2004) | Police Story: Lockdown (2013) |              |
| Série originale                  |                       |                                 |                    |                       |                         |                               |              |
| l'inspecteur Chan Ka Kui         | Jackie Chan           | Jackie Chan                     | Jackie Chan        | Jackie Chan (caméo)   | Jackie Chan             |                               |              |
| Inspecteur « Oncle » Bill Wong   | Bill Tung             | Bill Tung                       | Bill Tung          | Bill Tung (caméo)     | Bill Tung               |                               |              |
| May                              | Maggie Cheung         | Maggie Cheung                   | Maggie Cheung      |                       |                         |                               |              |
| Selina Fong                      | Brigitte Lin          |                                 |                    |                       |                         |                               |              |
| Chef Raymond Li                  | Lam Kwok-Hung (en)    | Lam Kwok-Hung (en)              |                    |                       |                         |                               |              |
| Inspecteur Kim « Grande bouche » | Mars                  | Mars                            |                    |                       |                         |                               |              |
| Inspecteur Francis Tak           | Kent Tong             | Kent Tong                       |                    |                       |                         |                               |              |
| Inspecteur Paul Wong             | Paul Wong             | Paul Wong                       |                    |                       |                         |                               |              |
| Inspecteur Man                   | Kam Hing-Yin          |                                 |                    |                       |                         |                               |              |
| Chu Tao                          | Chor Yuen             | Chor Yuen                       |                    |                       |                         |                               |              |
| John Ko                          | Charlie Cho (en)      | Charlie Cho (en)                |                    |                       |                         |                               |              |
| Danny Chu Ko                     | Fung Hak-On           |                                 |                    |                       |                         |                               |              |
| Lee aux « Yeux de serpent »      | Tai Bo                | Tai Bo                          |                    |                       |                         |                               |              |
| Conseiller Cheung                | Lau Chi-Wing          |                                 |                    |                       |                         |                               |              |
| Criminel sourd/mannequin         |                       | Benny Lai                       |                    |                       |                         |                               |              |
| Président Fung                   |                       | Kwan Shan                       |                    |                       |                         |                               |              |
| Miss Wong                        |                       | Isabella Wong                   |                    |                       |                         |                               |              |
| Inspecteur Jessica Yang          |                       |                                 | Michelle Yeoh      | Michelle Yeoh         |                         |                               |              |
| Panthère                         |                       |                                 | Yuen Wah           |                       |                         |                               |              |
| Khun Chaibat                     |                       |                                 | Kenneth Tsang      |                       |                         |                               |              |
| Chen Wen-Shi Chaibat             |                       |                                 | Josephine Koo (en) |                       |                         |                               |              |
| David Chang Fung                 |                       |                                 |                    | Yu Rongguang          |                         |                               |              |
| Inspecteur Martin Lee Kwong-Ming |                       |                                 |                    | Emil Chau             |                         |                               |              |
| Annie Tsui                       |                       |                                 |                    |                       | Annie Wu (en)           |                               |              |
| Jackson Tsui                     |                       |                                 |                    |                       | Jackson Liu             |                               |              |
| Colonel Gregor Yegorov           |                       |                                 |                    |                       | Yuri Petrov             |                               |              |
| Natasha                          |                       |                                 |                    |                       | Nonna Grishayeva (en)   |                               |              |
| Mark                             |                       |                                 |                    |                       | John Eaves              |                               |              |
| Oncle Seven                      |                       |                                 |                    |                       | Terry Woo               |                               |              |
| Allen                            |                       |                                 |                    |                       | Ailen Sit               |                               |              |
| Reboots                          |                       |                                 |                    |                       |                         |                               |              |
| Inspecteur Chan Kwok-Wing        |                       |                                 |                    |                       |                         | Jackie Chan                   |              |
| Inspecteur Frank Cheng Siu-Fung  |                       |                                 |                    |                       |                         | Nicholas Tse                  |              |
| Sun Ho-Yee                       |                       |                                 |                    |                       |                         | Charlie Yeung                 |              |
| Officier Sa Sa                   |                       |                                 |                    |                       |                         | Charlene Choi                 |              |
| Joe Kwan                         |                       |                                 |                    |                       |                         | Daniel Wu                     |              |
| Commandant Chiu Chan             |                       |                                 |                    |                       |                         | Yu Rongguang                  |              |
| Détective Zhong Wen              |                       |                                 |                    |                       |                         |                               | Jackie Chan  |
| Miao Miao                        |                       |                                 |                    |                       |                         |                               | Jing Tian    |
| Wu Jiang                         |                       |                                 |                    |                       |                         |                               | Liu Ye       |
| Capitaine Wu                     |                       |                                 |                    |                       |                         |                               | Yu Rongguang |

## Musiques
Jackie Chan interprète lui-même les thèmes musicaux des films de la série suivants.
| Année de sortie | Film                           | Titre de la chanson |
| --------------- | ------------------------------ | --- |
| 1985            | Police Story                   | 英雄故事 / Hero Story |
| 1988            | Police Story 2                 | 英雄故事 / Hero Story "我要衝霄" / I Need                                                                                     |
| 1992            | Police Story 3: Supercop       | 謎 / The Riddle(en mandarin) 希望你會懂 / I Hope You Will Understand (en mandarin) 我有我路向 / I Have My Path (en cantonais) |
| 1996            | Police Story 4: Contre-attaque | 怎么会 / How Come ? 英雄故事 / Hero Story (Remix)                                                                             |
| 2004            | New Police Story               | 九月風暴 / September Storm |
| 2013            | Police Story: Lockdown         | 拯救 / Rescue (avec Sun Nan (en))                                                                                             |